# Międzynarodowa Sieć Miast Pisarzy Uchodźców
Międzynarodowa Sieć Miast Pisarzy Uchodźców (ICORN) - jest organizacją skupiającą miasta i regiony oferujące schronienie dla prześladowanych pisarzy. Celem organizacji jest zapewnienie bezpiecznych i odpowiednich warunków dla życia i pracy dla pisarzy, których twórczość stała się przyczyną ich politycznego prześladowania.

## Historia
ICORN została powołana w 2005 roku z inicjatywy m.in. PEN International, Międzynarodowego Stowarzyszenia Wydawców, Międzynarodowego Stowarzyszenia Bibliotek. Współpracuje z Amnesty International. Siedzibą organizacji jest norweskie Stavanger. Do 2015 roku już 40 miast oferuje pisarzom bezpieczny azyl. Do grupy miast zaangażowanych należą m.in. Barcelona, Sztokholm, Oslo, Bruksela, Frankfurt, Palma de Mallorca, Meksyk i Kraków. Miasta nie mogą same ubiegać się o uczestnictwo w organizacji, są do niej zapraszane.